# 모하메드 알살라위
모하메드 이브라힘 모하메드 알살라위(1987년 1월 10일 ~ , 아랍어: محمد ابراهيم محمد السهلاوي)는 사우디아라비아의 축구 선수로 현재 알하젬 FC에서 공격수로 활동 중이며 2010년부터 2018년까지 사우디아라비아 축구 국가대표팀의 일원으로 활약하기도 했다.

## 수상

### 클럽
알카디시야 FC
- 사우디 1부 리그 : 우승 (2008-09)

알나스르 FC
- 사우디 프로페셔널리그 : 우승 (2013-14, 2014-15, 2018-19), 3위 (2009-10, 2016-17, 2017-18)
- 사우디 크라운 프린스컵 : 우승 (2013-14), 준우승 (2012-13, 2016-17)
- 사우디아라비아 국왕컵 : 준우승 (2012, 2015, 2016)
- 사우디 슈퍼컵 : 준우승 (2014, 2015)

### 국가대표팀
사우디아라비아
- FIFA 아랍컵 : 4위 (2012)